# Роскомон (округ)
Округ Роскомон (енгл. County Roscommon, ир. Contae Ros Comáin) је један од 32 историјска округа на острву Ирској, смештен у његовом средишњем делу, у покрајини Конот.
Данас је округ Роскомон један од 26 званичних округа Републике Ирске, као основних управних јединица у држави. Седиште округа је истоимени град Роскомон.

## Положај и границе округа
Округ Роскомон се налази у средишњем делу ирског острва и Републике Ирске и граничи се са:
- север: округ Слајго,
- североисток: округ Литрим,
- исток: округ Лонгфорд,
- југоисток: округ Вестмид,
- југ: округ Офали,
- југозапад: округ Голвеј.
- запад: округ Мејо.

## Природни услови
Роскомон је по пространству један од осредњих ирских округа - заузима 11. место међу 32 округа.
Рељеф: Већи део округа Роскомон је равничарски, надморске висине 50-100 м. Стога је округ познат као пољопривредно подручје.
Клима Клима у округу Роскомон је умерено континентална са изразитим утицајем Атлантика и Голфске струје. Стога град одликује блага и веома променљива клима.
Воде: Округ Роскомон је богат водама. Постоји више мањих река, од којих је најпознатија река Шенон, која чини источну границу округа. У округу постоји и низ језера, од којих су највећа и познатија језера Ри, Киј и Килглес.

## Становништво
По подацима са Пописа 2011. године на подручју округа Роскомон живело је око 65 хиљада становника, већином етничких Ираца. Ово је готово 4 пута мање него на Попису 1841. године, пре Ирске глади и великог исељавања Ираца у Америку. Међутим, последње три деценије број становника округа расте по стопи од приближно 1% годишње.
Густина насељености - Округ Роскомон има густину насељености од око 25 ст./км², што је близу 2,5 пута мање од државног просека (око 60 ст./км²). Средишњи и јужни делови округа је боље насељени него север.
Језик: У целом округу се равноправно користе енглески и ирски језик.